# È
È bruges på flere sprog til at udtrykke en særlig udtale af E.

## Fransk
Udtrykker et åbent E. Eksempel: mère (mor) eller Liège (by)

## Italiensk
Anvendes når et ord ender med et -E der tager tryk. Eksempel: caffè (kaffe eller café)

## Kinesisk
Udtrykker et E med faldende tone i pinyin.

## Vietnamesisk
Udtrykker et E med faldende tone.

## Walisisk
Udtrykker et kort E i nogle ord.